# Ooencyrtus corei
Ooencyrtus corei is een vliesvleugelig insect uit de familie Encyrtidae. De wetenschappelijke naam is voor het eerst geldig gepubliceerd in 1979 door Trjapitzin.